# Communauté de communes du Vimeu Industriel
La Communauté de Communes du Vimeu Industriel est une ancienne communauté de communes française, située dans le département de la Somme.
Cette intercommunalité a fusionné le 1er janvier 2017 avec la communauté de communes du Vimeu Vert pour former la communauté de communes du Vimeu.

## Historique
Le « Syndicat à vocation multiple du Vimeu » (SVMV) est créé en 1964 par les communes de Friville, Fressenneville, Feuquieres, Woincout, Chepy, Meneslies et Yzengremer, et a comme compétences l'assainissement, les zones industrielles, les équipements sportifs, la collecte et le traitement des ordures ménagères, le ramassage scolaire et l'amélioration du réseau routier.
Le SVMV analyse alors les problèmes et les besoins du Vimeu Industriel, et dégage ainsi les principales orientations à choisir en faveur du développement socio-économique du Vimeu et, dès 1966, lance ses premières réalisations.
Progressivement les communes de Valines, Nibas, Bourseville, Tully, Aigneville, Ochancourt et Béthencourt-sur-Mer intègrent la structure intercommunale,qui se transforme en communauté de communes le 31 décembre 1996 sous le nom de communauté de communes du Vimeu industriel (CCVI).
À partir de 2015 et l'adoption de la Loi portant nouvelle organisation territoriale de la République (Loi NOTRe), les élus du Vimeu industriel et de la communauté de communes du Vimeu Vert, dont les compétences, la fiscalité et le bassin de vie sont proches, envisagent de fusionner,,,. Cette proposition a été retenue dans le schéma départemental de coopération intercommunale (SDCI) de la Somme et sera mise en œuvre le 1er janvier 2017  après consultation des conseils municipaux et communautaires concernés.
La nouvelle structure prend le nom de communauté de communes du Vimeu.

## Territoire communautaire

### Composition
En 2016, la  communauté de communes était composée des 14 communes suivantes :
| Nom                         | Code Insee | Gentilé          | Superficie (km2) | Population (dernière pop. légale) | Densité (hab./km2) |
| --------------------------- | ---------- | ---------------- | ---------------- | --------------------------------- | ------------------ |
| Friville-Escarbotin (siège) | 80368      | Frivillois       | 8,86             | 4 723 (2014)                      | 533                |
| Aigneville                  | 80008      | Aignevillois     | 10,76            | 875 (2014)                        | 81                 |
| Béthencourt-sur-Mer         | 80096      | Béthencourtois   | 2,95             | 1 012 (2014)                      | 343                |
| Bourseville                 | 80124      | Boursevillois    | 8,07             | 693 (2014)                        | 86                 |
| Chépy                       | 80190      | Chépois          | 7,35             | 1 282 (2014)                      | 174                |
| Feuquières-en-Vimeu         | 80308      | Feuquiérois      | 7,99             | 2 556 (2014)                      | 320                |
| Fressenneville              | 80360      | Fressennevillois | 8,66             | 2 242 (2014)                      | 259                |
| Méneslies                   | 80527      | Menesliens       | 4,04             | 312 (2014)                        | 77                 |
| Nibas                       | 80597      | Nibasiens        | 12,65            | 841 (2014)                        | 66                 |
| Ochancourt                  | 80603      | Ochancourtois    | 3,95             | 300 (2014)                        | 76                 |
| Tully                       | 80770      | Tullysiens       | 1,88             | 579 (2014)                        | 308                |
| Valines                     | 80775      | Valinois         | 5,25             | 643 (2014)                        | 122                |
| Woincourt                   | 80827      | Woincourtois     | 4,18             | 1 354 (2014)                      | 324                |
| Yzengremer                  | 80834      |                  | 3,40             | 513 (2014)                        | 151                |

## Organisation

### Siège
Le siège de l'intercommunalité était à Friville-Escarbotin, 154 rue Henri-Barbusse.
Toutefois, compte tenu des travaux nécessaires pour y assurer l'accessibilité aux personnes handicapées et de la perspective réunir sur un même site en 2017 l'administration de la communauté de communes du Vimeu Vert et celle du Vimeu Industriel, la communauté envisage d'acheter à EDF un bâtiment de 750 m2 situé à Friville-Escarbotin, avenue Albert-Thomas.

### Élus
La communauté de communes était administrée par son conseil communautaire, composé de 36 conseillers municipaux représentant chacune des communes membres, et répartis sensiblement en fonction de la population de chaque commune, soit, pour la mandature 2014-2016 :
- 7 délégués pour Friville-Escarbotin ;
- 3 délégués pour Bourseville, Feuquières-en-Vimeu et Fressenneville ;
- 2 délégués pour Tully et Woincourt ;
- 1 délégué et son suppléant pour Aigneville, Béthencourt-sur-mer, Chépy, Méneslies, Ochancourt, Valines et Yzengremer[10].

Le conseil communautaire du 16 avril 2014 a réélu son président, Bernard Davergne, maire de Friville-Escarbotin, et celui du 23 avril 2014 a élu les 8 vice-présidents, qui étaient jusqu'à la suppression de l'intercommunalité :
1. Magalie Havard, maire-adjoint de Béthencourt-sur-Mer ;
2. Jean-Pierre Boudinelle, 1er maire-adjoint de Valines ;
3. David Lefevre, maire de Friville-Escarbotin ;
4. René Roussel, maire de Nibas ;
5. Jean-Jacques Leleu, 1er maire-adjoint de Fressenneville ;
6. Michel Dequevauviller, maire d'Aigneville ;
7. Denis Vandenbulcke, 1er maire-adjoint de Chépy
8. Christian Ducatillon, 1er maire-adjoint d'Yzengremer[10].

### Liste des présidents
| Période | Période       | Identité              | Étiquette | Qualité |
| ------- | ------------- | --------------------- | --------- | --- |
| 1964    | 1977          | Charles Saint-Germain | SFIO      | Maire de Woincourt (? → 1977) |
| 1977    | 1983          | François Vauquelin    |           | Maire de Feuquières-en-Vimeu (1977 → 1983) |
| 1983    | 2001          | Jacques Mullesch      | PCF       | Maire de Tully (1977 → 2001) |
| 2001    | 2003          | Guy Roussel           | PCF       | Commerçant Maire de Friville-Escarbotin (1977 → 2003) Conseiller général de Friville-Escarbotin (1992 → 2003) Décédé en cours de mandat                                                                    |
| 2003    | 2008          | Noël Ricouard         | PCF       | Maire de Fressenneville (1977 → 2008) Conseiller régional (1995 → 2004) |
| 2008    | décembre 2016 | Bernard Davergne,     | PS        | Directeur d'école Maire de Feuquières-en-Vimeu (2001 → 2021) Conseiller général de Moyenneville (2009 → 2015) Conseiller départemental de Gamaches (2015 → 2021) Président de la CC du Vimeu (2017 → 2021) |

### Compétences
L'intercommunalité exerçait les compétences qui lui avaient été transférées par les communes membres, dans les conditions définies par le code général des collectivités territoriales. Il s'agissait de :
- Développement économique : zones d’activité industrielle, artisanale et/ou commerciale ;
- Aménagement du territoire : création des zones d'aménagement concerté (ZAC) et du schéma de cohérence territoriale (SCOT) ;
- Environnement :
  - Collecte et traitements des déchets ménagers
  - Assainissement Collectif : Réalisation et Gestion
  - Assainissement Individuel : Gestion et suivi
  - Aménagement paysager hors agglomération
  - Fauchage des accotements, talus, entretien des grands espaces verts
  - Valorisation des déchets verts et assimilés
- Actions culturelles et sportives :
  - École de musique :
  - Gymnases des collèges et lycées
  - Piscine intercommunale Viméo
- Actions sociales, scolaires et culturelles :
  - Repas à domicile pour les personnes âgées ;
  - Centre Animation Jeunes et actions socioculturelles envers les adolescents ;
  - Structures d’accueil jeunes enfants et Relais Assistantes Maternelles ;
  - Transport scolaire, périscolaire et parascolaire ;
  - Actions culturelles et sportives de dimensions intercommunales ;
  - Actions autour de la lecture ;
- Sécurité  :
  - Locaux gendarmerie ;
  - Conseil intercommunal de sécurité et de prévention de la délinquance (CISPD) ;
- Nouvelles technologies de l'information et de la communication (NTIC) :
  - Cybersites ;
  - Système d'information géographique (SIG) ;
- Emploi : Adhésion à la création d'une maison de l'emploi et de la formation (MEF)[13].

Depuis l'été 2015, l'intercommunalité instruisait pour le compte des communes les demandes de permis de construire et autres autorisations d'urbanisme.

### Régime fiscal et budget
La Communauté de communes était un établissement public de coopération intercommunale à fiscalité propre.
Afin d'assurer ses compétences, la communauté de communes percevait une fiscalité additionnelle aux impôts locaux perçus par les communes, avec FPZ (fiscalité professionnelle de zone) et sans FPE (fiscalité professionnelle sur les éoliennes). Elle percevait également la taxe d'enlèvement des ordures ménagères (TEOM).

## Réalisations
Conformément aux dispositions légales, une communauté de communes avait pour objet d'associer des « communes au sein d'un espace de solidarité, en vue de l'élaboration d'un projet commun de développement et d'aménagement de l'espace ».